# Tomasz Orlicz
Tomasz Orlicz (ur. 14 listopada 1950 w Łodzi) – polski dziennikarz, dokumentalista, scenarzysta, realizator i reżyser reportaży, filmów dokumentalnych, filmów reklamowych i promocyjnych; spiker radiowy, lektor, wykładowca akademicki. Od marca 2004 jest prezesem Dolnośląskiego Oddziału Stowarzyszenia Dziennikarzy Polskich.

## Edukacja
Rozpoczął szkołę podstawową w Opolu, później przeniósł się do Wrocławia, gdzie przez 3 lata chodził do V Liceum Ogólnokształcącego, jednakże maturę pisał w XII Liceum Ogólnokształcącym im. Bolesława Chrobrego we Wrocławiu. Jest absolwentem Uniwersytetu Wrocławskiego (kierunek: filologia polska, specjalizacja teatrologiczna, ukończona dyplomem magisterskim w 1973). W 1975 ukończył Podyplomowe Studium Doskonalenia Kadr Dziennikarskich i Wydawniczych w Warszawie, natomiast dziesięć lat później w 1985 Podyplomowe Studium Handlu Zagranicznego na Akademii Ekonomicznej we Wrocławiu.

## Praca
W latach 1973–1981 i 1989–1998 pracował jako dziennikarz w TVP (oddział we Wrocławiu), gdzie pełnił funkcje: komentatora, zastępcy redaktora naczelnego ds. programowych, szefa redakcji publicystyki i reportażu. Wydał kilkadziesiąt nocnych radiowych programów autorskich, posiada Kartę Mikrofonową Polskiego Radia kategorii SI (spiker informacyjny).
Od 1998 wykłada historię mediów, a także prowadzi warsztaty telewizyjne na Uniwersytecie Wrocławskim.
Od 2003 prowadzi również warsztaty telewizyjne na uczelniach prywatnych tj. Uczelni Zawodowej Zagłębia Miedziowego w Lubinie i Dolnośląskiej Szkole Wyższej we Wrocławiu, na wydziałach dziennikarstwa i komunikacji społecznej.
Obecnie jest niezależnym dokumentalistą, autorem i wykonawcą programów szkoleniowych z zakresu komunikacji multimedialnej.
Internowany w stanie wojennym. Nigdy nie podpisał zobowiązania do współpracy z SB, pomimo zastraszania i nękania.
Został odznaczony Srebrnym Krzyżem Zasługi (2020) i Krzyżem Wolności i Solidarności (2022).

## Filmografia
- Jezus z Nazaretu (1977) – lektor
- Akira (1988) – lektor
- Panorama Racławicka 100 lat (1994) – lektor
- Ghost in the Shell (1995) – lektor
- Klub Poszukiwaczy Skarbów (lata 90.) – reżyseria, narrator
- Lwów Adama Bujaka (1997) – lektor
- Marcus von Gosen (1998) – reżyseria, scenariusz
- Polski dom (1998) – lektor
- Czarny serial (2000)
  - odcinek „Kopernik” – lektor, scenariusz;
  - odcinki „Rotunda”, „Tor” (Orlicz Tomasz), „...tyle co po zapałce”, „Kaskada”, „Makoszowy” – realizacja, scenariusz
- Hilary z budki Canolda (czytał fragmenty "Niedokończonej biografii" Hilarego Krzysztofiaka, 2001) – lektor
- Straszny film 2 (2001) – lektor
- Wycinanki Pana N. (2002) – realizacja, scenariusz, komentarz, narracja
- Herling. Fiołki w Neapolu (2003) – realizacja, scenariusz, lektor
- Ściśle tajne. Karol Wojtyła (2003) – lektor
- Zaczęło się pierwszego września... (2004) – współpraca redakcyjna
- Katyń. Zbrodnia i wielkie kłamstwo (2005) – reżyseria, lektor
- Wydrzeć ziemi tajemnicę (2005) – lektor
- Deus Caritas Est (2006) – realizacja, scenariusz
- 1000 złych uczynków (2008) – narrator
- Kulisy II wojny światowej (World War Two – Behind Closed Doors, 2008) – lektor
- Cyber City Oedo 808 (anime) (2009) – lektor
- Dlaczego ja? (wszystkie odcinki) – lektor
- Trudne sprawy (wszystkie odcinki) – lektor
- Pamiętniki z wakacji (wszystkie odcinki) – lektor
- Świat według Kiepskich – lektor
- Ojciec Pio – lektor

## Nagrody
- Zdobywca Głównej Nagrody za reżyserię na Festiwalu Filmów Reklamowych w Krakowie (1991)
- Laureat Dorocznej Polsko-Niemieckiej Nagrody Dziennikarzy (1999)